# Ayelet Waldman
Ayelet Waldman (Jerusalém, 11 de dezembro de 1964) é uma escritora israelense.

## Biografia
Graduou-se em Direito em Harvard, tendo sido colega de turma de Barack Obama.
O livro Love and Other Impossible Pursuits  foi adaptado no filme The Other Woman (2009 film) (wiki-en) de 2009, em português, o filme As coisas impossíveis do amor foi dirigido por Don Roos e estrelado por Natalie Portman.
Waldman escreveu diversas vezes sobre o diagnóstico dela em 2002 do transtorno bipolar, uma doença que ocorre na família dela, e ela falou publicamente sobre como ser mãe enquanto tem uma doença mental.

## Obras
- Daughter's Keeper (2003)
- Love and Other Impossible Pursuits (2006) - No Brasil, As coisas impossíveis do amor
- Red Hook Road (2010)
- Love and Treaure (2014) - No Brasil, Amor e Memória

### Série "Mommy-Track"
- Nursery Crimes (2000)
- The Big Nap (2001)
- Playdate With Death (2002)
- Death Gets a Time-Out (2003)
- Murder Plays House (2004)
- The Cradle Robbers (2005)
- Bye-Bye, Black Sheep (2006)

### Não-ficção
- Bad Mother: A Chronicle of Maternal Crimes, Minor Calamities, and Occasional Moments of Grace (2009)
- A Really Good Day: How Microdosing Made a Mega Difference in My Mood, My Marriage, and My Life (2017)